# Pedro Argüelles Salaverría
Pedro Argüelles Salaverria (ur. 10 lutego 1950 w Madrycie) – hiszpański polityk, menedżer i bankier, od 1987 do 1989 eurodeputowany II kadencji, od 2012 do 2016 sekretarz stanu.

## Życiorys
Pochodzi z konserwatywnej rodziny o tradycjach bankowych. Jego dziadek był ministrem za czasów Alfonsa XIII, zaś ojciec dyplomatą i podsekretarzem stanu w resorcie dyplomacji. W 1975 ukończył inżynierię przemysłową w Escuela Técnica Superior de Ingenieros Industriales w ramach Universidad Politécnica de Madrid, w 1977 zdobył tytuł MBA na Uniwersytecie Stanforda. Zajmował stanowiska dyrektorskie m.in. w Asturiana de Zinc, Consejo de Exploración Minera Internacional España oraz Patrimonio de Títulos. W 1989 należał do założycieli rodzinnego Banco Alcalá (został jego wiceszefem), objął fotel dyrektora generalnego anco de Granada Jerez. Był prezesem spółki zarządzającej portami lotniczymi Aena (2000–2002) i powiązanej z nią fundacji, a także wiceprezesem koncernu Boeing i szefem Boeinga w Hiszpanii oraz Portugalii (2002–2012). Od 2018 kierował relacjami instytucjonalnymi w IE Business School w Madrycie, został prezesem Asociación Atlántica Española.
Zaangażował się w działalność polityczną w ramach Alianza Popular i po jej przekształceniu Partii Ludowej. W 1987 wybrano go posłem do Parlamentu Europejskiego. Przystąpił do Europejskich Demokratów, należał m.in. do Komisji ds. Gospodarczych i Walutowych oraz Polityki Przemysłowej. W 1989 nie uzyskał reelekcji. W latach 1991–1996 zasiadał w parlamencie wspólnoty autonomicznej Madrytu, następnie do 2000 kierował gabinetem ministra obrony Eduardo Serry. Od stycznia 2012 do listopada 2016 zajmował stanowisko sekretarza stanu w resorcie obrony.

## Życie prywatne
Żonaty, ma sześcioro dzieci.

## Odznaczenia
Odznaczony Krzyżem Wielkim Zasługi Wojskowej z odznaką białą (2017) oraz Krzyżem Wielkim Zasługi Lotniczej z odznaką białą (2000).